# Juscelino Kubitschek
Juscelino Kubitschek de Oliveira (JK), (12. september 1902 – 22. august 1976) var en prominent brasiliansk politiker, der var præsident i Brasilien fra 1956 til 1961. Han var født i Diamantina i Minas Gerais, og døde i 1976. 
Hans far, João César de Oliveira (1872-1905), der døde da Juscelino var to år gammel, var handelsrejsende. Juscelinos mor, Júlia Kubitschek (1873-1971) var skolelærer af tjekkisk oprindelse .
Juscelino Kubitschek blev uddannet i medicin, men valgte at stille op til det brasilianske parlament for sin hjemstat Minas Gerais og blev valgt ind i 1934, men måtte blive læge i 1937, da militærstyret overtog magten. Ikke desto mindre blev han udpeget til borgmester i Minas Gerais' hovedstad Belo Horizonte i 1940. Her lykkedes det han at gennemføre en storslået ide om opførelse af en kunstig sø (Pampulha), der kunne forsyne byen med drikkevand, samt at opføre et omfattende aktitektonisk velgennemtænkt kompleks, projekteret af bl.a. Oscar Niemeyer.
Kubitschek blev genvalgt til Brasiliens parlament i 1945 og stillede op til præsidentvalget i 1955. Han vandt valget og blev taget i ed som Brasiliens præsident 31. januar 1956.
Hans præsidentperiode var præget af store økonomiske og udviklingsmæssige fremskridt, og blandt de mange projekter kendes realiseringen og indvielsen af Brasília, landets nye og planlagte hovedstad, stort set midt i det store land i et områder, der tidligere var domineret af regnskov. 
Kubitschek blev afløst som præsident af Jânio Quadros i 1961. Da militæret atter tog magten i 1964, blev Kubitscheks politiske rettigheder suspenderet for de næste 10 år. Han drog derefter i selvvalgt eksil og opholdt sig i de følgende år i USA og Europa.
Han vendte tilbage til Brasilien i 1967, men omkom officielt under en trafikulykke nær byen Resende (i staten Rio de Janeiro) i 1976. 350.000 mennesker mødte til hans bisættelse i Brasília. Hans jordiske rester ligger begravet i mindesmærket Memorial JK i Brasília, der blev åbnet 1981. Der eksisterer en udbredt opfattelse, at Kubitschek blev dræbt på ordre fra det brasilianske militærregime på grund af hans uophørlige kamp for demokrati. Senere afsløringer af den højre-radikale Operation Condor, som fra midten af 1970'erne spredte sin magt og anti-demokratiske kontrol over og henrettede tusinder af politiske modstandere i hele Sydamerika, er senere blevet kædet sammen med dødsfaldene på Kubitschek og João Goulart (præsident 1961-64)  .